# Château-Couvert (Migron)
Le château-Couvert est situé à Migron en Charente-Maritime.

## Historique
L'immeuble est inscrit au titre des monuments historiques par arrêté du 13 novembre 1989.